# Фар Уест
Фар Уест (на английски: Farr West) е град в окръг Уебър, щата Юта, САЩ. Фар Уест е с население от 3094 жители (2000) и обща площ от 15,1 km². Намира се на 1300 m надморска височина. ЗИП кодът му е 84404, а телефонният му код е 801.